# Chissay-en-Touraine
Chissay-en-Touraine è un comune francese di 1 183 abitanti situato nel dipartimento del Loir-et-Cher nella regione del Centro-Valle della Loira.

## Società

### Evoluzione demografica
Abitanti censiti